# Witold Zacharewicz (chemik)
Witold Zacharewicz (ur. 9 września 1904 w Duniłowiczach; zm. 12 lipca 1974 w Toruniu) – polski chemik, profesor chemii organicznej, działacz PZPR.

## Życiorys
Ukończył Gimnazjum im. Zygmunta Augusta w Wilnie w 1924 roku. Następnie podjął studia na Uniwersytecie Wileńskim, które ukończył w roku 1930. Następnie odbywał staże w Bordeaux i Paryżu. Doktorat uzyskał w roku 1935 na Sorbonie. Po powrocie do Polski, habilitował się na Uniwersytecie Warszawskim w 1939 roku. W czasie okupacji pracował m.in. jako robotnik leśny i jako laborant w prywatnym laboratorium w Wilnie. Po wojnie uzyskał tytuł profesora UMK w 1948 roku, a tytuł profesora zwyczajnego w roku 1958. W latach 1952–54 był prorektorem UMK. Pełnił także kilkakrotnie funkcję dziekana: Wydziału Matematyczno-Przyrodniczego (1948-50), Wydziału Matematyki, Fizyki i Chemii (1956-59, 1964-68) oraz funkcję prodziekana w latach 1950-52. Był twórcą Zakładu Chemii Organicznej.
W latach 1952–1956 pełnił mandat posła na Sejm I kadencji z ramienia PZPR. Od 1929 roku był członkiem PTCh.